# Super Mario 3D World
Super Mario 3D World (スーパーマリオ3Dワールド Sūpā Mario Surī Dī Wārudo?) är ett 3D-plattformsspel som utvecklades av Nintendo EAD Tokyo och 1-UP Studio, och släpptes av Nintendo till Wii U i november 2013. Spelet är det sjätte Mario-3D-plattformsspelet, och det första med ett multiplayerläge; upp till fyra personer kan spela samtidigt, och kan välja att spela som Mario, Luigi, Peach, Toad eller Rosalina.
Spelet fick även en remake på Nintendo Switch år 2021 vid namn Super Mario 3D World + Bowser's Fury. Denna remake inkluderade en helt ny expansion vid namn Bowser's Fury och nya funktioner som t.ex. online multiplayer, högre upplösning, snabbare karaktärer och andra förbättringar.